# Gail

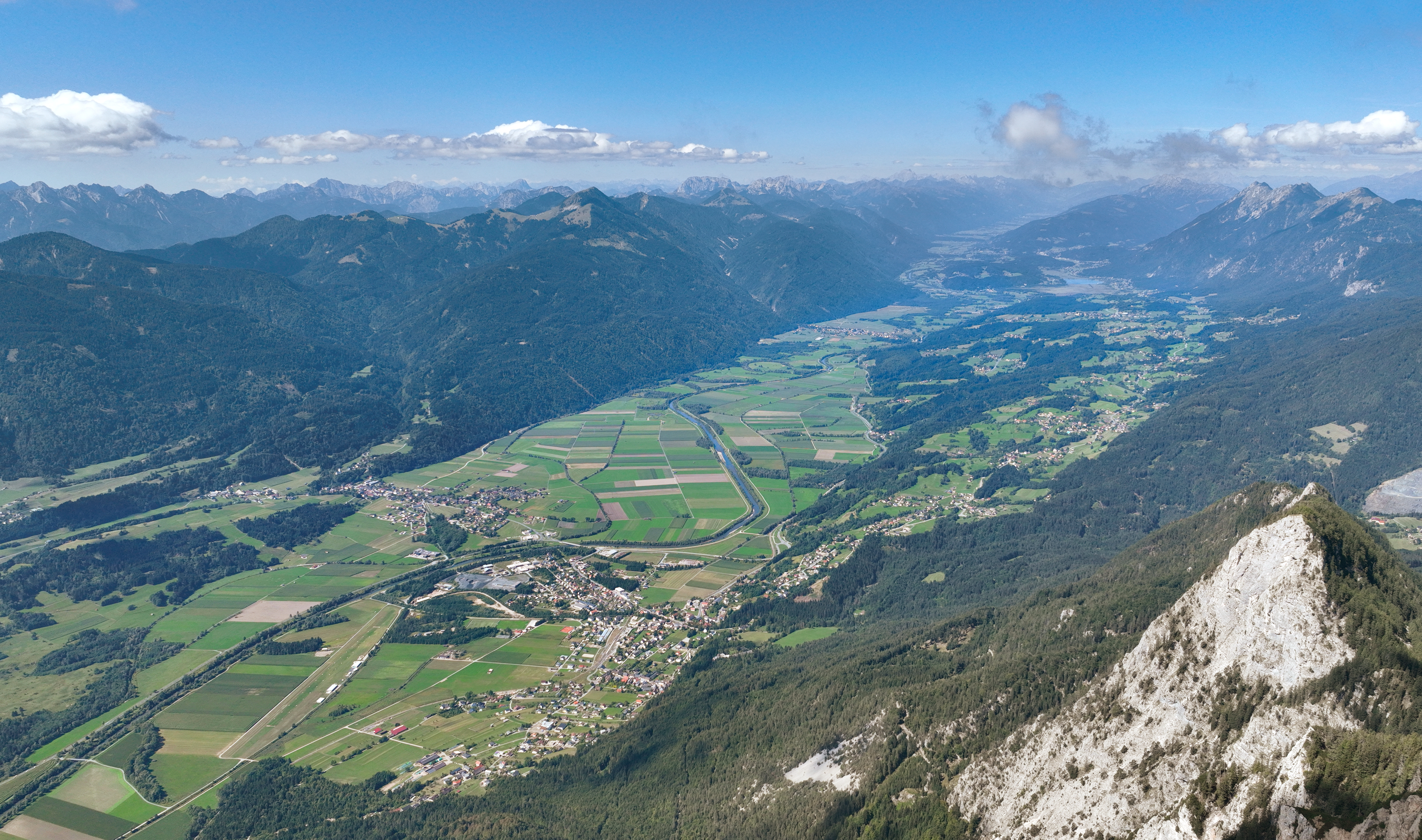
Die Gail im unteren Gailtal mit dem Gemeindegebiet von Nötsch im Gailtal im Vordergrund

Die Gail (friaulisch Zelia, slowenisch Zilja) ist der größte rechte Nebenfluss der Drau.

## Geschichte
Der Name ist in einer auf Latein verfassten Urkunde von 1090 als Gila erstmals genannt. Er zählt zu den antiken Toponymen Kärntens und geht womöglich auf *Gīliā zurück, was „die Aufschäumende, die Heftige“ bedeutet. Alternative Etymologien gehen von einem keltischen Ursprung mit der Bedeutung "die Antreibende" aus. In der Spätantike wird der Fluss lateinisch als Licas / Licus / Lica bezeichnet, um 800 als Cellia. Auch der tirol-bayrische Lech wurde als Licus bezeichnet. Licus ist etymologisch mit Gail sinngleich und beruht auf der indogermanischen Wurzel *u̯lei̯kʷ- für „befeuchten“. Im Slowenischen heißt die Gail Zila / Zilja, auf Furlan Zeie und im Italienischen Zeglia.

## Verlauf
Die Gail entspringt in einem Moorgebiet am Kartitscher Sattel in Osttirol, nur rund 150 m vom Ursprung des in die entgegengesetzte Richtung fließenden Gailbaches entfernt. Sie durchfließt das Tiroler Gailtal, das Lesachtal sowie das Kärntner Gailtal. Bei Hermagor nimmt sie die Gössering auf, bei Arnoldstein die Gailitz. Südöstlich von Villach mündet sie bei Maria Gail in die Drau. Die Flusslänge beträgt 122,2 km, das Einzugsgebiet beträgt 1.414 km².
Im Lesachtal ist die Gail noch in ihrem ursprünglichen Zustand. Neben der vom Aussterben bedrohten Deutschen Tamariske (Myricaria germanica) kommen hier auch Flussuferläufer, Wasseramsel und Gebirgsstelze vor.
Besonders im Oberen Gailtal war der Fluss ursprünglich stark verzweigt. Damals war das Gailtal durch weite Auen und feuchte Wiesen, aber auch häufige Überschwemmungen geprägt. 1875 begann die Gailregulierung, sie reichte bis in die 1970er Jahre. Die Gail wurde begradigt, der Talboden entwässert. Durch die Regulierung wurde Ackerland gewonnen, jedoch vielen Arten der Lebensraum genommen. So gibt es im Gailtal nur mehr wenige Reste der einst vorherrschenden Feuchtwiesen. Auf einer dieser Wiesen befindet sich etwa das einzige österreichische Vorkommen der Illyrischen Gladiole (Gladiolus illyricus).
Im Bereich der Mittleren Gail und im Stadtbereich von Villach wurden seit den 1980er Jahren Renaturierungsmaßnahmen durchgeführt. Durch Aufweitung des Flussschlauches wurde die Vielfalt der Lebensräume erhöht, was wiederum zu einer Erhöhung der Artenvielfalt führte.

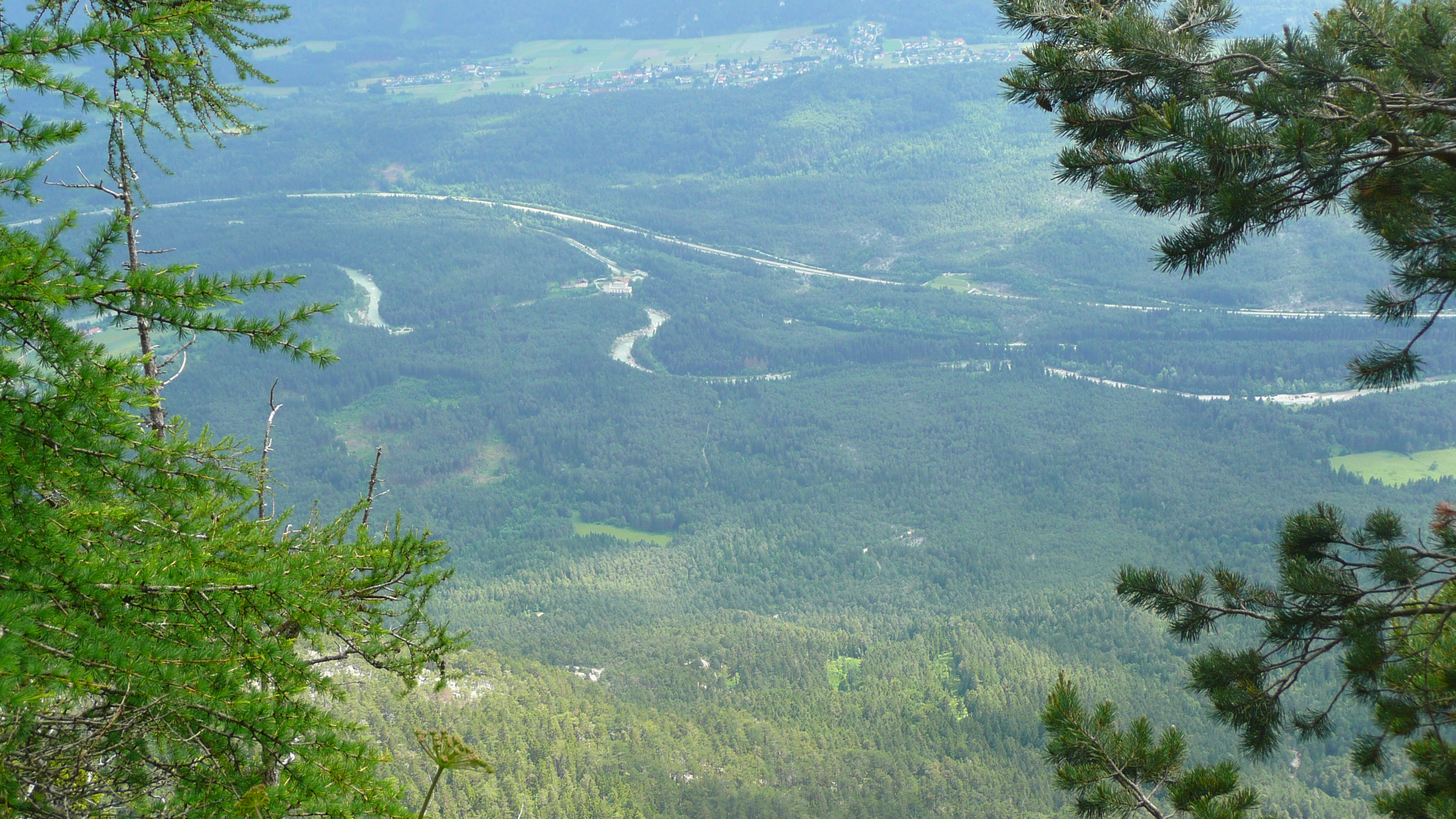
Gail (vom Dobratsch aus gesehen)

Im Bereich der Bergstürze des Dobratsch bildeten sich Mäander aus, die heute noch erhalten sind. Vermutlich durch das Erdbeben von 1348, das einen Bergsturz auslöste, wurde ein mehrere Kilometer langer See aufgestaut, der bis in das 18. Jahrhundert bestand und von dem heute der Flurname Seewiese⊙ zeugt.
Südöstlich von Villach befindet sich der Gailspitz, wo die Gail in die Drau mündet. Am Gailspitz sind noch Reste von Auwald mit Grauerlen und Bruchweiden vorhanden. Am Gailspitz befindet sich der Gailspitz-Hafen, ein Sicherheitshafen für die Schifffahrt im Falle von Hochwasser auf der Drau.

## Durchflussmenge und Gewässergüte
Die mittlere Durchflussmenge beträgt bei Federaun, 8,6 km oberhalb der Mündung, 44,5 m³/s (1951–2010). Das mittlere Jahreshochwasser beträgt 414 m³/s, das höchste Hochwasser betrug 850 m³/s (5. November 1966). Neben den frühsommerlichen Abflussmaxima treten an der Gail, bedingt durch Südstaulagen und damit verbundene Starkniederschläge, auch herbstliche Maxima auf.
Die Werte für den Zeitraum 1991 bis 2020:
| Messstation  | Einzug km² | MJNQ m³/s | MQ m³/s | HQ100 m³/s | max HQ m³/s | Jahr |
| ------------ | ---------- | --------- | ------- | ---------- | ----------- | ---- |
| Maria Luggau | 146,10     | 1,140     | 4,190   | 270        | 220         | 2018 |
| Mauthen      | 348,60     | 2,220     | 10,110  | 600        | 530         | 1966 |
| Rattendorf   | 594,90     | 5,360     | 18,240  | 780        | 850         | 1966 |
| Nötsch       | 908,50     | 9,540     | 29,570  | 570        | 700         | 1966 |
| Federaun     | 1304,90    | 12,600    | 43,160  | 900        | 850         | 1966 |

Bezüglich der Gewässergüte wird die Gail bis Kötschach-Mauthen mit Güteklasse I (kaum verunreinigt), danach mit Güteklasse I-II (kaum bis mäßig verunreinigt) eingestuft.

## Fischregionen
Historisch reichte die Forellenregion bis Kötschach-Mauthen, die Äschenregion bis zur Warmbachmündung. Die Barbenregion nahm die unterste Gail unterhalb der Warmbachmündung ein. Heute reicht die Forellenregion, bedingt durch die Flussregulierungen, bis Hermagor. Von historisch belegten 26 Arten kommen derzeit im Fluss noch 17 Arten vor, als stark gefährdet gilt der Strömer.

## Kraftwerke
An der Gail befinden sich drei kleine Wasserkraftwerke. Das Kraftwerk bei Schütt mit dem Stauraum und der Ausleitungsstrecke beeinflusst die Ökologie der Gail nachhaltig. Besonders die Fischwanderung von Barbe und Nase wird dadurch verhindert.